# Tidevandszone
Tidevandszone er det område som kommer i kontakt med luft ved lavvande og dækket af vand ved højvande. Dette område kan bestå af mange forskellige typer habitat: bratte klipper, sandstrande, vådområder med mere.
Organismer som lever i tidevandszonen er tilpasset de ekstreme forskelle som tidevandet medfører. Vand er regelmæssigt tilgængeligt i form af havvand med højt saltindhold ved højvande. Bølger kan også omforme selve topografien på f.eks. sandstrande, eller gøre det vanskeligt for organismer at få fæste på klippe eller stengrund.
| Geografi/geologi | Spire Denne artikel om geografi er en spire som bør udbygges. Du er velkommen til at hjælpe Wikipedia ved at udvide den. |